# Jorge Antonio

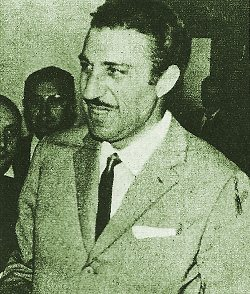
Jorge Antonio (1965)

Jorge Antonio (eigentlich Jorge Antonio Chibene) (* 14. Oktober 1917 in La Boca, Buenos Aires; † 11. Februar 2007 in Buenos Aires) war ein argentinischer Geschäftsmann, der politisch dem Präsidenten Juan Domingo Perón nahestand.

## Leben
Jorge Antonio wurde als Sohn syrisch-libanesischer Einwanderer in Buenos Aires geboren und lebte bis zu seinem 17. Lebensjahr in Uruguay.

### Karriere als Geschäftsmann
Nach Dienstzeit an der Militärschule arbeitete er bei Niederlassungen bedeutender ausländischer Konzerne wie General Motors, Mercedes-Benz, Hanomag, Deutz und Fahr. 1943 lernte er Perón kennen, den er seit 1949 politisch unterstützte. Durch seine politischen Kontakte wuchs sein Vermögen rasch an. Seit 1948 verkaufte er Autos, schon bald darauf kaufte er Radiosender und eine Nachrichtenagentur, dann investierte er in der Landwirtschaft und im Banksektor. Bis 1965 war sein Vermögen auf 215 Millionen US-Dollar gewachsen. In seinen Unternehmen beschäftigte Jorge Antonio einige frühere Nazigrößen, u. a. Adolf Eichmann unter dem falschen Namen Ricardo Clement. Später gab er zu, dessen wahre Identität gekannt und die deutschen Spezialisten, deren Übersiedlung er unterstützt hatte, für den Aufbau der argentinischen Wirtschaft benötigt zu haben. Allein in dem von ihm geleiteten Autohaus „Aguirre, Mastro y Compañía“, das schon vor dem Krieg für Mercedes-Benz tätig war, wurden seit 1950 etwa 30 deutsche Flüchtlinge beschäftigt, die teils mit falschen, vom Vatikan ausgestellten Papieren eingereist waren. Insgesamt gab es in den von Juan Antonio gegründeten Firmen wohl einige Tausend deutschstämmige Angestellte.
Nach Peróns Sturz 1955 versuchten England-freundliche Kräfte die lästige Konkurrenz Jorge Antonios notfalls gewaltsam zu beseitigen. Dieser versuchte, das Land zu verlassen, wurde dabei aber verhaftet und zuerst in Ushuaia und dann zwei Jahre lang in Río Gallegos festgehalten. Sein Eigentum wurde an das Militär verkauft. Es gelang ihm jedoch, zu fliehen und in Chile politisches Asyl zu erhalten. Später lebte er bis zur Revolution 1958 auf Kuba, dann in Spanien, wo er bis in die 1970er Jahre die Finanzierung Peróns und der Peronisten im Exil organisierte. Er besuchte trotz des Wahlsiegs Peróns im Jahr 1973 nur zweimal kurz Argentinien, bevor er 1977 endgültig zurückkehrte. Auch mit dem peronistischen Präsidenten Carlos Saúl Menem – ebenfalls Sohn syrischer Einwanderer – war Jorge Antonio befreundet und erhielt von ihm eine Abfindung in Höhe von ca. 30 bis 70 Millionen US-Dollar, distanzierte sich aber später von ihm.
2007 starb Jorge Antonio. Mit seinen beiden Frauen hatte er neun, nach anderen Angaben acht Kinder.

### Verwicklung in Nazigeschäfte und Geldwäsche
Jorge Antonio war nach 1945 nach Recherchen von Gaby Weber und auch nach eigenen Aussagen in Geldwäschegeschäfte der Nazis verstrickt. Im März 1944 legte Ludwig Erhard als Leiter des von der Reichsgruppe Industrie finanzierten Instituts für Industrieforschung ein „Programm für die Bearbeitung wirtschaftlicher Nachkriegsprobleme vom Standpunkt der Industrie“ vor, in dem es hieß: „Die von den Fronten zurückkehrenden Soldaten müssen untergebracht, ein Arbeitslosenheer verhindert werden. Riesige Mengen Kapital werden notwendig sein, um Lebensmittel zu importieren.“ Im August 1944 planten wichtige deutsche Industrielle unter der Leitung des Direktors der Hermsdorf-Schomburg-Isolatoren-GmbH Johann Friedrich Scheid im Straßburger Hotel Maison Rouge, wie sie ihr Vermögen über Schweizer Kanäle verstecken konnten. Dieses Treffen wurde vom Deuxième Bureau observiert, die Beobachtungen gelangten 1945 an den US-Geheimdienst. Recherchen Gaby Webers zufolge wurde Juan Antonio im April 1950 vom Daimler-Chef Wilhelm Haspel nach Stuttgart eingeladen, um die Neugründung einer Niederlassung in Argentinien mit Hilfe von Geldern, die vor 1945 versteckt worden waren, in Angriff zu nehmen. 1951 half er gemeinsam mit der argentinischen Zentralbank bei der Gründung von Daimler-Benz Argentina. Das Geld und auch gebrauchte Maschinen, die möglicherweise in Schweden versteckt worden waren, steuerte die deutsche Seite – teils als Kredite aus der Schweiz getarnt – auf Schleichwegen bei, da offiziell deutsche Auslandsinvestitionen noch verboten waren. Dazu diente ein Netz von Strohmännern, Buchhaltern, Prokuristen und Anwälten. Juristische Grundlage der Geldwäsche war nach Weber das mit Wirtschaftsminister Ludwig Erhard im Juli 1950 ausgehandelte deutsch-argentinische Handelsabkommen. Beteiligt waren an den Transaktionen bei Daimler-Benz neben Wilhelm Haspel u. a. Fritz Könecke und Hanns-Martin Schleyer. Insgesamt ging es wohl um Investitionen von 100 Millionen US-Dollar. In den folgenden Jahren erhielt Jorge Antonio große Summen auch von anderen deutschen Industrieunternehmen, so von Thyssen, Mannesmann, Klöckner, Korff, Siemens, Schering und Bayer. Auch bei der Neugründung der argentinischen Fahr S.A. 1953 mit Hans Kleiner als Geschäftsführer war er beteiligt. Nach dem Ende der Karriere Jorge Antonios schloss Daimler einen außergerichtlichen Vergleich, um sein Eigentum in Argentinien zurückzubekommen.